# Sultan ben Bajad al-Otaybi
Sultan ibn Bajad ibn Humaid al-‘Otaybi (en arabe : سلطان بن بجاد بن حميد العتيبي), né en 1876 au Émirat de Haïl et mort en 1932 Al-Hassa (Arabie saoudite), est le cheikh de la tribu des Otaïba et l’un des principaux chefs du mouvement Ikhwan durant la formation de l’Arabie saoudite. À la tête de cette milice tribale, il apporta son concours au roi Abdelaziz ibn Saoud dans la conquête et l’unification du royaume entre 1910 et 1927.
Bien qu’illettré, al-Otaybi était empreint d’une ferveur religieuse indéfectible et se vouait avec rigueur aux préceptes salafistes. Toutefois, des dissensions surgirent entre ces anciens alliés après l’occupation du Hedjaz, lorsque le roi Abdelaziz s’engagea dans de violents conflits avec d’autres dignitaires religieux, tels que Fayçal al-Douwaïch et Dhaydan ibn Hithlayn. Abdelaziz entendait refréner les incursions hors d’Arabie pour se consacrer à l’édification des fondements d’un État moderne, ce qu’al-Otaybi et ses acolytes tenaient pour une impiété.
En opposition aux conventions établies par le souverain avec les Britanniques et les puissances limitrophes, al-Otaybi s'est publiquement insurgé contre les forces d'Al Saoud et a pris part à la bataille de Sabilah. Capturé par la suite par les troupes d'Al Saoud, il fut incarcéré et s'éteignit en 1932 dans sa cellule. 
L’une de ses filles s’unit par le mariage à Muhammad bin Abdul Rahman, frère utérin du souverain Abdulaziz. 

## Al-Ghata'at
Le sultan ibn Bijad al-Otaybi joua un rôle déterminant dans l’établissement de la Hijra al-ghutat, considérée comme la plus structurée et la plus significative des migrations (hijra) organisées par les Ikhwan (Frères musulmans). Cette mention figure notamment dans l’ouvrage Les Saoudiens et la solution islamique du prince Abd al-Rahman ben Abdelaziz Al Saoud, frère du roi Abdelaziz Al Saoud.
Sous l’égide du sultan ben Bijad, le mouvement migratoire vers le djihad connut une notoriété accrue, attirant environ cinq mille combattants. Le sultan ben Bijad lui-même souligna la probité de ces individus, notamment celle de Cheikh Abdullah bin Abdul Rahman bin Aqla, qui exerça les fonctions d’adjoint des Deux Saintes Mosquées sous l’autorité de Son Éminence Cheikh Abdul Malik bin Duhaish. Cette migration se distingua par l’importance accordée à l’orientation doctrinale, aux jugements éclairés et aux valeurs éthiques, ainsi que le rapporta Hajj Mutawa Al-Sabi. La princesse Madawi bint Mansour bin Abdul Aziz consigna également cette période dans une étude consacrée aux désertions survenues sous le règne du roi Abdulaziz.

### Bataille de Turubah
À la suite de l’achèvement de la Première Guerre mondiale et de l’instauration de l’autorité du roi Hussein ben Ali sur le Hedjaz, ce dernier ordonna la constitution d’une force militaire placée sous l’égide de son fils, le sharif Abdullah bin Al Hussein. Cette armée reçut l’ordre de progresser vers Khurmah, entreprise qu’elle entama le 25 mai 1919. Les troupes d’Abdullah s’avancèrent et parvinrent aux abords d’Al-Khurma, plus précisément dans la localité de Turbah.
En réaction, Ibn Saoud ordonna l’envoi d’un détachement militaire, commandé par le sultan al-Din bin Bijad, pour soutenir Khalid bin Louay, à la tête d’Al-Khurmah. Cependant, les forces d’Abdullah bin Al-Hussein, surpris par une attaque des Ikhwan avant l’aube, furent défaites. L’assaut, conduit par bin Bijad, ne laissa que peu de survivants.

### Conquête du Hedjaz
En juin 1924, le roi Abdelaziz ibn Saoud, souverain du Najd, convoqua dans son palais de Riyad une assemblée solennelle réunissant oulémas, émirs tribaux et chefs des Frères musulmans (Ikhwan). L'objet de ce concile était d'obtenir une consultation canonique (fatwa) légitimant l'ouverture des hostilités contre Hussein ben Ali, chérif de La Mecque, lequel avait prohibé aux pèlerins najdis l'accès aux Lieux saints. Cette interdiction, contraire aux préceptes de l'islam, avait suscité maints troubles, particulièrement parmi les rangs des Ikhwan. À l'issue de ces délibérations, il fut résolu d'entreprendre la conquête du Hedjaz. Sur-le-champ, des missives furent expédiées aux garnisons ikhwannes cantonnées à Torbah et Al-Khurmah, leur enjoignant de se tenir prêtes au combat. Sultan ben Bijad, leur capitaine, reçut mandat de marcher sur Taïf avec ses troupes.

### Prise de Taif
Au mois de Safar, une cohorte de trois mille combattants ikhwans, sous le commandement de Sultan bin Bijad, se posta aux abords de Taïf, animée d’une belliqueuse ardeur. Ils engagèrent les troupes d’Ali bin Hussein, dont ils triomphèrent sans ambages. Les Frères musulmans investirent ensuite la cité de Taïf, où leur irruption occasionna le trépas d’environ trois cents âmes civiles. La chute de Taïf ouvrit la voie vers La Mecque, et les Ikhwans méditaient de poursuivre leur avancée. Toutefois, le roi Abdelaziz intervint et leur enjoignit de surseoir à leur progression. 

### Prise de La Mecque et de Djeddah
Le 2 novembre 1923, les chefs des Ikhwan, Sultan ibn Bijad et Khalid ibn Lu’ay, firent leur entrée à La Mecque, armés et escortés de deux hommes du mois de Muharram. Ils expédièrent des missives aux délégués et consuls des puissances étrangères établis à Djeddah, leur notifiant la prise de la ville sainte et s’enquérant de leur posture au regard du conflit en cours. Des réponses leur parvinrent, émanant tant du consul du Royaume-Uni, que de celui du Royaume d’Italie, ainsi que du sous-consul de France, du vice-consul des Pays-Bas et du consul adjoint du Chah. Tous firent déclaration d’une neutralité entière dans cette guerre, s’abstenant de toute ingérence en faveur d’un parti quelconque. Leurs dépêches, rédigées en des termes mesurés, attestent d’une prudence diplomatique conforme aux usages de l’époque, évitant soigneusement de s’immiscer dans les affaires intérieures du Hedjaz. Ces positions, bien que non concertées, reflétaient une commune réticence à s’engager dans un conflit dont l’issue demeurait incertaine.
Les Ikhwan s’allièrent par la suite aux forces du roi Abdul-Aziz pour entreprendre le siège de Djeddah. Après une année d’assaut, la ville capitula le 12 janvier 1926 de l’Hégire. Cette victoire acquise, ils procédèrent à l’annexion de Taïf et de La Mecque. En 1924, ils pénétrèrent dans La Mecque en compagnie du chérif Khalid bin Luay, lors du retrait du chérif Hussein. Ils prirent également part au blocus de Djeddah.
Dans l'ouvrage du groupe Mahmudiyah, le cheikh Muhammad ibn Othman, éminent érudit et magistrat affilié aux Frères musulmans, relate l'entrée de ces derniers à La Mecque. Ils avançaient à découvert, munis de flambeaux et de bois, dans une procession significative. Cet événement revêtait une importance notable, incarnant leur ferveur religieuse et leur attachement à l'exemple du Prophète.

### Cas du siège de Djeddah
Les chefs des Frères musulmans prônaient la conquête de Djeddah. Toutefois, Abdelaziz ne s’opposa pas à leur entreprise, non par crainte de leur puissance, mais parce qu’il garda un silence obstiné lors de leur prise de Taïf et de La Mecque. Son principal souci résidait plutôt dans l’éventualité d’une intervention de la flotte britannique, ancrée le long des côtes pour protéger les ressortissants étrangers. Durant le siège, le sultan Ibn Bijad et Fayçal al-Dawish manifestèrent leur velléité d’être investis des charges de gouverneurs de La Mecque et de Médine. Une autre relation historique rapporte qu’ils réclamèrent l’émirat de Médine pour al-Dawish, en raison de son rôle prééminent dans sa conquête, et celui de Taïf et de La Mecque pour Ibn Bijad, eu égard à ses faits d’armes en ces contrées. Toutefois, l’imam Abdelaziz rejeta ces requêtes, prenant en considération tant les sentiments des Hijazis que la coutume immémoriale voulant que les émirs provinciaux fussent exclusivement issus de la lignée saoudienne. Il désigna Abdullah bin Jalawi comme émir d’Al-Ahsa et son cousin Abdelaziz bin Musaed à la tête de Haïl. Cette décision engendra une défiance croissante entre les deux chefs, laissant supposer qu’Abdelaziz Al Saoud œuvrait à la centralisation du pouvoir au sein de sa propre famille, démarche qui heurtait leurs convictions religieuses.

### Cas du Mahmal égyptien
À l’été 1925, après la prise de La Mecque, la cité sainte accueillit les pèlerins en son sein. Les fidèles égyptiens, soucieux de produire une impression favorable auprès du nouveau souverain du Hedjaz, s’intégrèrent au cortège accompagnés d’une troupe musicale rattachée au Mahmal, escortée par des gardes égyptiens. Les Frères musulmans, confrérie religieuse, s’opposèrent à cette pratique musicale, la qualifiant de sacrilège. Toutefois, les musiciens, faisant fi de ces objections, poursuivirent leur prestation, conformément aux usages des années antérieures.
Sur l'ordre d'Ibn Bijad, des membres des Frères musulmans ont perpétré une agression contre des musiciens, occasionnant des pertes. Malgré les tentatives de conciliation menées par le prince Fayçal bin Abdulaziz, le différend s'est prolongé. En conséquence, les autorités égyptiennes ont rompu leurs relations avec le nouveau gouvernement et ont décliné l'usage du Mahmal, ce qui a conduit à la cessation de leur participation. Cet épisode a engendré une crise politique pour les Frères musulmans, altérant leurs rapports avec d'autres factions musulmanes.